# Антисемитизм: историческая энциклопедия предрассудков и преследований
«Антисемитизм: историческая энциклопедия предрассудков и преследований» (англ. Antisemitism: a historical encyclopedia of prejudice and persecution) — двухтомное энциклопедическое издание по антисемитизму 2005 года под редакцией Ричарда Леви (Иллинойсский университет в Чикаго), выпущенное американским научным издательством ABC-CLIO на английском языке. Включает 612 статей, написанных международным коллективом авторитетных специалистов.

## Создание
Авторами энциклопедических статей являются более 200 экспертов из 21 страны. По словам Леви, авторы получили возможность высказать своё научное мнение, не будучи ограниченными воображаемым консенсусным взглядом на рассматриваемые вопросы. В процессе редактирования представленных материалов не было предпринято попыток цензурирования их выводов или выстраивания их в единую схему интерпретации. От каждого требовалось глубокое знание источников и их критическое рассмотрение.

## Содержание
В задачи энциклопедии входит «предоставить образованному читателю наиболее точную, полную и актуальную информацию об антисемитизме беспристрастным образом» (стр. xxix), а также научное просвещение о «разрушительной природе антисемитизма и вреде, который он всё ещё может нанести человечеству» (стр. xxxiii).
Энциклопедия рассматривает исторические формы антисемтизма; появление термина «антисемитизм», его широкое распространение в значении «идеологии» в конце XIX века; широкую дискуссию по «еврейскому вопросу» или «еврейской проблеме»; антисемитизм в отношении Израиля и сионизма, враждебность по отношению к иудаизму; историческое наследие Холокоста, который для некоторых стал наиболее явным способом дискредитации антисемитизма. По мнению Леви, антисемитизм является политическим и идеологическим явлением на протяжении более века, но это явление уходит корнями в далёкое прошлое.
Работа акцентирует внимание преимущественно на западных странах, но были затронуты и другие культуры: авторы касаются стран и персоналий Ближнего Востока, из Северной Африки, Южной Америки и Японии. В то же время, статьи, темы которых связаны с каким-либо аспектом антисемитизма немецкоязычной культуры, составляют примерно 40 % текста, а статьи, связанные с Соединёнными Штатами, — следующий по величине процентиль, около 9 % от общего числа. Статьи по немецкоязычной культуре посвящены антисемитам XIX и начала XX века, национал-социалистам и инцидентам, связанным с Холокостом.
Наибольшее количество статей являются биографическими; статьи об исторических событиях, такие как перепись еврейского населения в немецкой армии в 1916 году (стр. 371—372) и дело Вальдхайма (стр. 752—753), являются вторым по частоте типом статей. Другие категории включают статьи о концепциях, группах, работах, документах, связанных с антисемитизмом, и об антисемитизме в отдельных странах. Около 120 статей посвящены общим темам, таким как современные антиеврейские карикатуры (стр. 102—107), эмансипация евреев (стр. 201—204), римская литература (стр. 612—617), отрицание Холокоста, негационизм и ревизионизм (стр. 319—322)
Энциклопедия выходит за рамки простого описания антисемитов и их деятельности; в качестве ответа на антисемитизм и как часть «истории антисемитизма» (стр. xxix) в ней также рассматривается защита евреев, например, в эссе Марка Твена 1898 года «О евреях», отвергающим теории заговора современных ему антисемитов, или в трактате Христиана Вильгельма фон Дома конца XVIII века «О гражданском совершенствовании евреев», в котором автор выступает за эмансипацию евреев. Однако в целом этих «позитивных историй» немного.
Компендиум содержит алфавитный перечень, рекомендуемые дополнительные материалы для каждой статьи и разделы «см. также». Имеется полный 35-страничный общий указатель.

## Оценки
Работа является первой в своём роде по данной теме. В третичных источниках антисемитизм обычно составляет одну из тем справочных изданий, энциклопедий о Холокосте, иудаизме и подобных тем, но данная энциклопедия посвящена этому вопросу целиком.
По оценке Майкла Чада Уолло (кафедра иностранных языков и литературы, Центральный Мичиганский университет), энциклопедия широко излагает свой предмет и демонстрирует значительный прогресс в исследованиях дискриминации евреев. В то же время эта работа показывает, что пространство для изучения антисемитизма ещё велико.